# Anita Augspurg
Anita Theodora Johanna Sophie Augspurg (ur. 22 września 1857 w Verden, zm. 20 grudnia 1943 w Zurychu) – niemiecka prawniczka, dziennikarka, pisarka, feministka, pacyfistka i działaczka na rzecz praw kobiet.

## Życiorys
Była najmłodszą córką prawnika Wilhelma Augsburga i Auguste z domu Langenbeck. Ojciec był Landgerichtsratem (starszym urzędnikiem wymiaru sprawiedliwości) i notariuszem. Anita była wychowywana w duchu liberalnym. W latach 1864–1873 uczęszczała do prywatnej żeńskiej szkoły. Potem, od osiągnięcia pełnoletności, pracowała w kancelarii adwokackiej ojca. W 1879, po odbyciu prywatnego kursu w Berlinie, zdała egzamin państwowy dla nauczycieli w Höhere Mädchenschule. Niedługo potem zdała podobny egzamin, który pozwolił jej pracować jako nauczycielka gimnastyki. Nigdy jednak nie wykonywała zawodu nauczycielki. Pobierała lekcje aktorstwa u Minony Frieb-Blumauer. W latach 1881–1882 była uczennicą Meiningen Ensemble. Brała udział w trasach koncertowych po Niemczech, Holandii i Litwie. Od 1884 pracowała jako stała członkini Landestheater Altenburg. Występowała w Meiningen, Augsburgu i Amsterdamie.
Po 5 latach kariery aktorskiej wyjechała z przyjaciółką Sophią Goudstikker do Monachium. W 1887 otworzyły studio fotograficzne „Elvira”. Przyjaciółki nosiły krótkie włosy, niekonwencjonalne stroje i publicznie wspierały ruch kobiecy. Jeździły na rowerach i siedziały na koniach okrakiem zamiast „po damsku”. Augspurg była narażona na ataki antyfeministek. Niemniej zakład zyskał uznanie wśród wyższych sfer Monachium i Bawarii. Dzięki zamówieniom na reprezentacyjne portrety i prywatne zdjęcia księżniczek i książąt Bawarii, jak również portrety gwiazd teatru, Augspurg zdobyła rozpoznawalność.
Od 1890 Augspurg mocno angażowała się w ruch na rzecz praw kobiet. Występowała jako mówczyni. Jako współzałożycielka stowarzyszenia kobiet „Frauenwohl” pracowała nad petycją w sprawie umożliwienia kobietom studiów na uniwersytetach. W nadziei na promowanie prawa kobiet do głosowania w 1893 rozpoczęła studia prawnicze w Szwajcarii (kobiety nie mogły studiować w Niemczech). Obok Róży Luksemburg, z którą łączyła ją burzliwa relacja, była jedną z założycielek Międzynarodowego Stowarzyszenia Studentek (Internationaler Studentinnenverein). W Zurychu była współzałożycielką Szwajcarskiego Stowarzyszenia na rzecz Reformy Edukacji Kobiet. Między innymi dzięki staraniom Augspurg w 1893 w Karlsruhe otwarto pierwsze gimnazjum dla dziewcząt. Zdany tam egzamin maturalny uprawniał do studiów na wszystkich uczelniach niemieckich. Augspurg doktoryzowała się w 1897 na podstawie pracy pt. O powstaniu i praktyce parlamentu w Anglii (Über die Entstehung und Praxis der Volksvertretung in England). Błędnie uważa się, że była pierwszą doktorką w Niemczech. W 1908 Augspurg oddała studio fotograficzne w Monachium w dzierżawę, by poświęcać więcej czasu na prowadzenie poradni prawnej.
W 1895 nawiązała współpracę z gazetą „Die Frauenbewegung” („Ruch Kobiet”) wydawaną przez jej przyjaciółkę Wilhelmine Theodore Marie Cauer. Pisała teksty potępiające dyskryminację, szczególnie małżeństwo jako formę zalegalizowanej prostytucji. W 1896 wzięła udział w Międzynarodowej Konferencji Kobiet w Berlinie, gdzie poznała radykalną feministkę Lidę Gustavę Heymann, która stała się towarzyszką jej życia.
Augspurg prowadziła kampanię na rzecz praw kobiet w niemieckim kodeksie cywilnym. Z przyjaciółkami Wilhelmine Theodore Marie Cauer i Marią Raschke przygotowała petycje w sprawie nowego prawa małżeńskiego i rodzinnego. W 1905 opublikowała sensacyjny „List otwarty”, w którym zaapelowała o zmianę patriarchalnego prawa małżeńskiego, aby umożliwić zawarcie „wolnego małżeństwa”. Zinterpretowano to jako wezwanie do bojkotu małżeństwa i wywołało oburzenie. W 1902 obie należały do grupy założycielskiej Niemieckiego Stowarzyszenia dla Praw Wyborczych Kobiet (Deutscher Verband für Frauenstimmrecht, DFV) z siedzibą w Hamburgu, który był pierwszą organizacją na rzecz prawa wyborczego kobiet w Niemczech. Powstał, ponieważ Auspurg odkryła lukę prawną pozwalającą utworzyć ogólnokrajową organizację w kraju związkowym, w którym organizacjom kobiecym nie zakazywano działalności politycznej. Augspurg została przewodniczącą związku. W 1904 zmieniono nazwę organizacji na Związek dla Praw Wyborczych Kobiet. W 1907 Heymann i Augspurg zaczęły wydawać „Czasopismo walki o prawo głosu dla kobiet”.
Około 1905 Augspurg przeniosła się do Bawarii, gdzie wcześniej co roku spędzały lato we własnym gospodarstwie w dolinie rzeki Izary. Do ich otwartego domu zjeżdżały na odpoczynek ich przyjaciółki.
W 1908 krótko, wraz z partnerką, należała do Freisinnige Volkspartei . Wraz z innymi działaczkami z Niemiec uczestniczyła w marszu protestacyjnym, który w czerwcu 1908 zgromadził w Londynie 750 000 sufrażystek. Była to największa demonstracja w Anglii wszech czasów. W 1912 Heymann i Augspurg zrezygnowały z przewodniczenia Niemieckiemu Stowarzyszeniu na rzecz Wyborów Kobiet. Działaczki kontynuowały kampanię na rzecz praw kobiet i w 1912 zorganizowały demonstrację w Monachium. W 1913 partnerki opuściły Niemiecki Związek Wyborów Kobiet, by założyć radykalną Niemiecką Ligę Sufrażystek (Deutscher Frauenstimmrechtsbund).
Po wybuchu I wojny światowej Heymann i Augspurg zobowiązały się do radykalnego pacyfizmu. Proponowała formy aktywnego bojkotu. Popierała zniesienie kapitalizmu i zorganizowania matriarchatu jako podstawy przyszłego społeczeństwa. Walczyła z wszelkimi formami dyskryminacji ze względu na płeć i narodowość. Była zwolenniczką niepodległości narodów uciskanych przez kolonializm. Była przeciwna antysemityzmowi i rodzącemu się nazizmowi. Partnerki postrzegały wojnę między narodami jako niezgodę między zdominowanymi przez mężczyzn rządami, którym zabrakło empatii i zrozumienia. Walka o prawa polityczne kobiet była walką o pacyfizm.
W latach 1914–1919 Augspurg pisała do organu Federacji na rzecz Praw Kobiet, czasopisma „Bundesmitteilungen”, na łamach którego nawoływała do natychmiastowego zakończenia wojny. W latach 1919–1933 Augspurg odpowiadała za redakcję czasopism „Die Frau im Staat” i „Zeitschrift für Frauenstimmrecht”, choć faktyczną redaktorką naczelną była Heymann. W gazetach ukazywały się teksty pacyfistyczne, demokratyczne i feministyczne. Teksty Heymann i Augspurg podpisywano skrótem AniLid (Anita i Lida). Pseudonim stał się ich znakiem firmowym. Tak też były nazywane przez przyjaciółki podczas spotkań i w korespondencji.
Heymann i Augspurg organizowały nielegalne spotkania kobiet w mieszkaniu w Monachium. Były głównymi organizatorkami Międzynarodowego Kongresu Kobiet, który odbył się osiem miesięcy po rozpoczęciu wojny w Hadze (28 kwietnia–1 maja 1915). Wzięło w nim udział 1100 przedstawicieli z dwunastu różnych krajów. Heymann i Augspurg zorganizowały kongres w odpowiedzi na odwołanie międzynarodowego kongresu kobiet w Berlinie. Uchwały kończące zjazd w Hadze zostały przesłane do rządów państw europejskich, z których 14 było gotowych na przyjęcie delegacji. Nie udało się wcielić w życie postanowień zjazdu, ale możliwe jest, że stanowiły podstawę 14-punktowego programu Thomasa Woodrowa Wilsona. Na Kongresie Pokoju Kobiet w Hadze zapoczątkowano działalność Internationaler Frauenausschuss für dauernden Frieden (IFDF). Rząd niemiecki próbował ograniczył działalność organizacji. W 1916 została rozwiązana. Heymann i Augspurg musiały się ukrywać, aby uniknąć więzienia. W 1919 IFDF na wniosek Augspurg przemianowano na Internationalen Frauenliga für Frieden und Freiheit (Międzynarodową Ligę Kobiet o Pokój i Wolności, IFFF), która istnieje do dziś. IFFF była pierwszą międzynarodową organizacją, która zaprotestowała przeciwko traktatowi wersalskiemu.
Kiedy w czasie rewolucji socjalistycznej w dniu 8 listopada 1918 w Monachium proklamowano Republikę Bawarską i wprowadzono prawo wyborcze kobiet w Bawarii, była członkinią Tymczasowej Rady Narodowej w Bawarii. Kandydowała (bezskutecznie) do parlamentu Bawarii z listy Niezależnej Partii Socjaldemokratycznej. Była członkinią Bawarskiego Kongresu Robotniczego rad chłopskich i żołnierskich. Współpracowała z Kurtem Eisnerem. Do 1922 zgodnie z ustawodawstwem niemieckie nie mogła wykonywać zawodu prawniczki, ale nowe ustawodawstwo Republiki Weimarskiej dotyczące równości, zgodnie z konstytucją weimarską, umożliwiło jej praktykę. Zawodu jednak nie wykonywała.
Po śmierci Kurta Eisnera i upadku pierwszego demokratycznego rządu w 1919 Heymann i Augspurg żyły w odosobnieniu w Bawarii. W 1923, po puczu monachijskim, zażądały wydalenia Adolfa Hitlera z Niemiec. W kolejnych latach Augspurg była często atakowana przez nacjonalistów z powodu żydowskiego pochodzenia.
Kiedy Hitler przejął władzę, Heymann i Augspurg były na Majorce. Ponieważ jak wiele radykalnych feministek były zagrożone aresztowaniem i prześladowaniami, postanowiły nie wracać do kraju. Osiadły w Zurychu.
W 1934 jej majątek w Niemczech został skonfiskowany. Zaginęła biblioteka i wszystkie materiały dokumentujące pracę Heymann i Augspurg w krajowym i międzynarodowym ruchu kobiecym.
Kiedy w 1937 Anita Augspurg ciężko zachorowała, Lida Heymann wycofała się z życia polityczno-publicznego i opiekowała się partnerką jak pielęgniarka.
Razem spisały wspomnienia zatytułowane Erlebtes – Erschautes: Deutsche Frauen kämpfen für Freiheit, Recht und Frieden 1850–1940, wydane w 1941.
Po śmierci Heymann Anita Augspurg napisała do zaprzyjaźnionego z partnerką Paula Geheeba o uczuciu, które je łączyło przez 40 lat. Wcześniej nigdy otwarcie nie mówiły o swoim związku. Zmarła kilka miesięcy po partnerce i została pochowana na tym samym cmentarzu, we Fluntern.

## Upamiętnienie
W 1993 władze miasta Zurych zaleciły wzniesienie kamienia pamiątkowego na cmentarzu Fluntern poświęconego Heymann i Augspurg.
W latach 2009–2015, by uwidocznić i docenić publicznie pracę lesbijek przeciwko dyskryminacji, Państwowa Grupa Robocza ds. Lesbijek w Nadrenii Północnej-Westfalii przyznawała Nagrodę im. Augspurg-Heymann. Od 2017, po przeorganizowaniu rady, nagroda przyznawana jest jako „CouLe – Nagroda dla odważnych lesbijek”.